# Pandelleia pschorni
Pandelleia pschorni là một loài ruồi trong họ Tachinidae.